# Renfe série 319.3

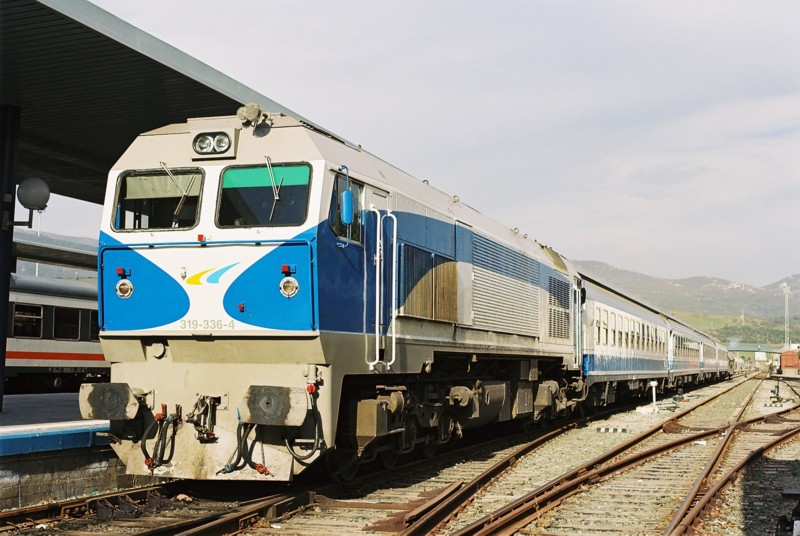
La 319-336-4 à Algesiras le 27 avril 2005.

Lorsque la Renfe est fragmentée en différentes activités (ou Unidades de Negocios, UN) au début des années 1990, l'UN Grandes Lineas hérite d'une partie du parc diesel et électrique de la société nationale. Elle se trouve rapidement confrontée à un problème lourd : celui de la remorque des trains de voyageurs en traction thermique sur des distances supérieures à 400 kilomètres. C'est pour pallier cette carence que la sous-série 319-300 va voir le jour.

## Conception

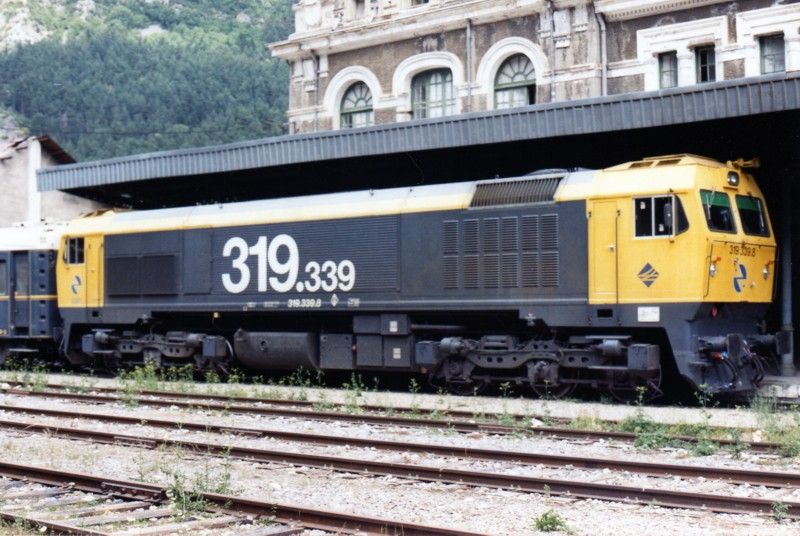
La 319-339 à Canfranc. Juillet 1998.

Une fois de plus, c'est la série 319-0 qui sert de base à cette transformation. La Meinfesa équipe les machines retenues pour le chauffage des voitures et la fourniture d'air conditionné, ce qui se traduit extérieurement par la pose de cablots 3 000 volts et des coffres supplémentaires renfermant les équipements électriques correspondants. Le surdimensionnement des cylindres par réalésage ne pourra cependant effacer le manque de puissance chronique du moteur, d'autant qu'il faut à présent dégager 200 chevaux supplémentaires pour le fonctionnement de l'alternateur. 

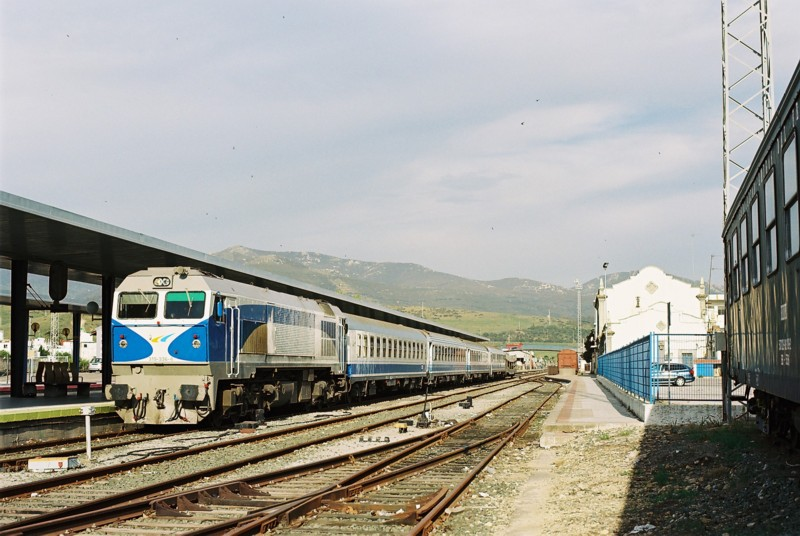
La 319-336-4 arrive à Algesiras en tête du train "Estrella del estrecho". 27 avril 2005

Toutes livrées avec les couleurs grises et jaune de la UN de traccion, elles sont progressivement repeintes aux couleurs Grandes lineas, blanc, bleu et gris. Fin 2002, seules sept machines du dépôt de Grenade arboraient la nouvelle livrée : les 319-306 et 307, 316, 319, 323, 330 et 331.

## Service
Dès leur mise en service, ces machines sont engagées en tête des trains de voyageurs sur les lignes non électrifiées d'Andalousie et d'Aragon.
Dans le sud de la péninsule, elles se voient confier la remorque des Talgo III et Talgo VII Madrid-Grenade et Almeria, ainsi que des trains Arco Garcia Lorca et Trenhotel Gibralfaro (Barcelone-Grenade/Almeria. On les retrouve aussi sur l'Estrella del Estrecho (Madrid-Algesiras) à partir de Cordoue, et sur le Al Andalus Expreso en haute saison. En Aragon, la seule machine affectée au dépôt de Saragosse remplace dès 1992 les 333.0 en tête du Diurno Rio Aragon Madrid-Jaca.
Leur manque de puissance devient évident lorsqu'on leur confie la remorque du nouveau Talgo 200 d'Algesiras. Elles sont très rapidement évincées au profit des 333.2 plus à même de remorquer ce train.
Comme les 319.2 sont en nombre insuffisant pour la remorque des trains de marchandises et que le nombre de trains de voyageurs, surtout de trains de nuit, est en nette baisse, un certain nombre de 319.3 sont transférées aux UN Cargas et Infrastructuras à partir de 1994. Elles sont particulièrement appréciées dans leur nouvel emploi.
Début 2004, les 319-310, 313, 324, 329 et 339 sont réaffectées à l'UN Mantenamiento de Infrastructuras et repeintes dans la livrée bleu et blanche de cet opérateur.